# Guangzhou Open
Guangzhou Open (anterior Guangzhou International Women's Open) este un turneu de tenis din circuitul profesionist feminin al circuitului WTA, care are loc în Guangzhou, China de Sud, capitala provinciei Guangdong. A fost fondat în 2004 ca turneu de nivel WTA 250.
Până în 2014, locul de desfășurare inițial a fost Centrul Sportiv Canton din Tian-che, cu suprafața dură DecoTurf. S-a jucat apoi la Centrul Olimpic între 2015 și 2019, iar în sezonul 2023 locul de desfășurare a devenit Centrul Internațional de Tenis Nanshe cu douăsprezece terenuri hard și șase terenuri de zgură. Turneul are loc în cursul lunii septembrie pentru a da startul sezonului asiatic de toamnă.
Asociația feminină de tenis a boicotat turneele chineze din decembrie 2021 până în aprilie 2023 din cauza dispariției jucătoarei chineze de tenis Peng Shuai. Turneul a fost anulat în 2020-2022 din cauza pandemiei de Covid-19. Odată cu revenirea circuitului pe teritoriul Chinei, Guangzhou Open 2023 a devenit primul turneu chinez de la Shenzhen Open 2020 în ianuarie. La simplu participă 32 de jucătoare, iar la dublu șaisprezece perechi. Victoria lui Li Na în ediția inaugurală din 2004 a marcat primul titlu la simplu obținut vreodată de o chinezoaică în circuitul WTA. Compatrioata sa Zhang Shuai, care a câștigat edițiile din 2013 și 2017, a fost prima dublă campioană.

## Rezultate

### Simplu
| An                | Campioană                              | Finalistă                              | Scor                                   |                                        |
| ----------------- | -------------------------------------- | -------------------------------------- | -------------------------------------- | -------------------------------------- |
| ↓ Tier III ↓      |                                        |                                        |                                        |                                        |
| 2004              | Li Na                                  | Martina Suchá                          | 6–3, 6–4                               |                                        |
| 2005              | Yan Zi                                 | Nuria Llagostera Vives                 | 6–4, 4–0 retired                       |                                        |
| 2006              | Anna Chakvetadze                       | Anabel Medina Garrigues                | 6–1, 6–4                               |                                        |
| 2007              | Virginie Razzano                       | Tzipora Obziler                        | 6–0, 6–3                               |                                        |
| 2008              | Vera Zvonareva                         | Peng Shuai                             | 6–7(4–7), 6–0, 6–2                     |                                        |
| ↓ International ↓ |                                        |                                        |                                        |                                        |
| 2009              | Shahar Pe'er                           | Alberta Brianti                        | 6–3, 6–4                               |                                        |
| 2010              | Jarmila Groth                          | Alla Kudryavtseva                      | 6–1, 6–4                               |                                        |
| 2011              | Chanelle Scheepers                     | Magdalena Rybáriková                   | 6–2, 6–2                               |                                        |
| 2012              | Hsieh Su-wei                           | Laura Robson                           | 6–3, 5–7, 6–4                          |                                        |
| 2013              | Zhang Shuai                            | Vania King                             | 7–6(7–1), 6–1                          |                                        |
| 2014              | Monica Niculescu                       | Alizé Cornet                           | 6–4, 6–0                               |                                        |
| 2015              | Jelena Janković                        | Denisa Allertová                       | 6–2, 6–0                               |                                        |
| 2016              | Lesia Tsurenko                         | Jelena Janković                        | 6–4, 3–6, 6–4                          |                                        |
| 2017              | Zhang Shuai (2)                        | Aleksandra Krunić                      | 6–2, 3–6, 6–2                          |                                        |
| 2018              | Wang Qiang                             | Iulia Putințeva                        | 6–1, 6–2                               |                                        |
| 2019              | Sofia Kenin                            | Samantha Stosur                        | 6–7(4–7), 6–4, 6–2                     |                                        |
| 2020–2021         | Anulat din cauza pandemiei de COVID-19 | Anulat din cauza pandemiei de COVID-19 | Anulat din cauza pandemiei de COVID-19 | Anulat din cauza pandemiei de COVID-19 |
| 2023              | Wang Xiyu                              | Magda Linette                          | 6–0, 6–2                               |                                        |
| 2024              | Olga Danilović                         | Caroline Dolehide                      | 6–3, 6–1                               |                                        |

### Dublu
| An        | Campion                                  | Finalist                               | Scor                                   |                                        |
| --------- | ---------------------------------------- | -------------------------------------- | -------------------------------------- | -------------------------------------- |
| 2004      | Li Ting Sun Tiantian                     | Yang Shujing Yu Ying                   | 6–4, 6–1                               |                                        |
| 2005      | Maria Elena Camerin Emmanuelle Gagliardi | Neha Uberoi Shikha Uberoi              | 7–6(7–5), 6–3                          |                                        |
| 2006      | Li Ting (2) Sun Tiantian (2)             | Vania King Jelena Kostanić             | 6–4, 2–6, 7–5                          |                                        |
| 2007      | Peng Shuai Yan Zi                        | Vania King Sun Tiantian                | 6–3, 6–4                               |                                        |
| 2008      | Mariya Koryttseva Tatiana Poutchek       | Sun Tiantian Yan Zi                    | 6–3, 4–6, [10–8]                       |                                        |
| 2009      | Olga Govortsova Tatiana Poutchek (2)     | Kimiko Date-Krumm Sun Tiantian         | 3–6, 6–2, [10–8]                       |                                        |
| 2010      | Edina Gallovits Sania Mirza              | Han Xinyun Liu Wanting                 | 7–5, 6–3                               |                                        |
| 2011      | Hsieh Su-wei Zheng Saisai                | Chan Chin-wei Han Xinyun               | 6–2, 6–1                               |                                        |
| 2012      | Tamarine Tanasugarn Zhang Shuai          | Jarmila Gajdošová Monica Niculescu     | 2–6, 6–2, [10–8]                       |                                        |
| 2013      | Hsieh Su-wei (2) Peng Shuai (2)          | Vania King Galina Voskoboeva           | 6–3, 4–6, [12–10]                      |                                        |
| 2014      | Chuang Chia-jung Liang Chen              | Alizé Cornet Magda Linette             | 2–6, 7–6(7–3), [10–7]                  |                                        |
| 2015      | Martina Hingis Sania Mirza (2)           | Xu Shilin You Xiaodi                   | 6–3, 6–1                               |                                        |
| 2016      | Asia Muhammad Peng Shuai (3)             | Olga Govortsova Vera Lapko             | 6–2, 7–6(7–3)                          |                                        |
| 2017      | Elise Mertens Demi Schuurs               | Monique Adamczak Storm Sanders         | 6–2, 6–3                               |                                        |
| 2018      | Monique Adamczak Jessica Moore           | Danka Kovinić Vera Lapko               | 4–6, 7–5, [10–4]                       |                                        |
| 2019      | Peng Shuai (4) Laura Siegemund           | Alexa Guarachi Giuliana Olmos          | 6–2, 6–1                               |                                        |
| 2020–2021 | Anulat din cauza pandemiei de COVID-19   | Anulat din cauza pandemiei de COVID-19 | Anulat din cauza pandemiei de COVID-19 | Anulat din cauza pandemiei de COVID-19 |
| 2023      | Guo Hanyu Jiang Xinyu                    | Eri Hozumi Makoto Ninomiya             | 6–3, 7–6(7–4)                          |                                        |
| 2024      | Kateřina Siniaková Zhang Shuai (2)       | Katarzyna Piter Fanny Stollár          | 6–4, 6–1                               |                                        |